# Méhnyakrák

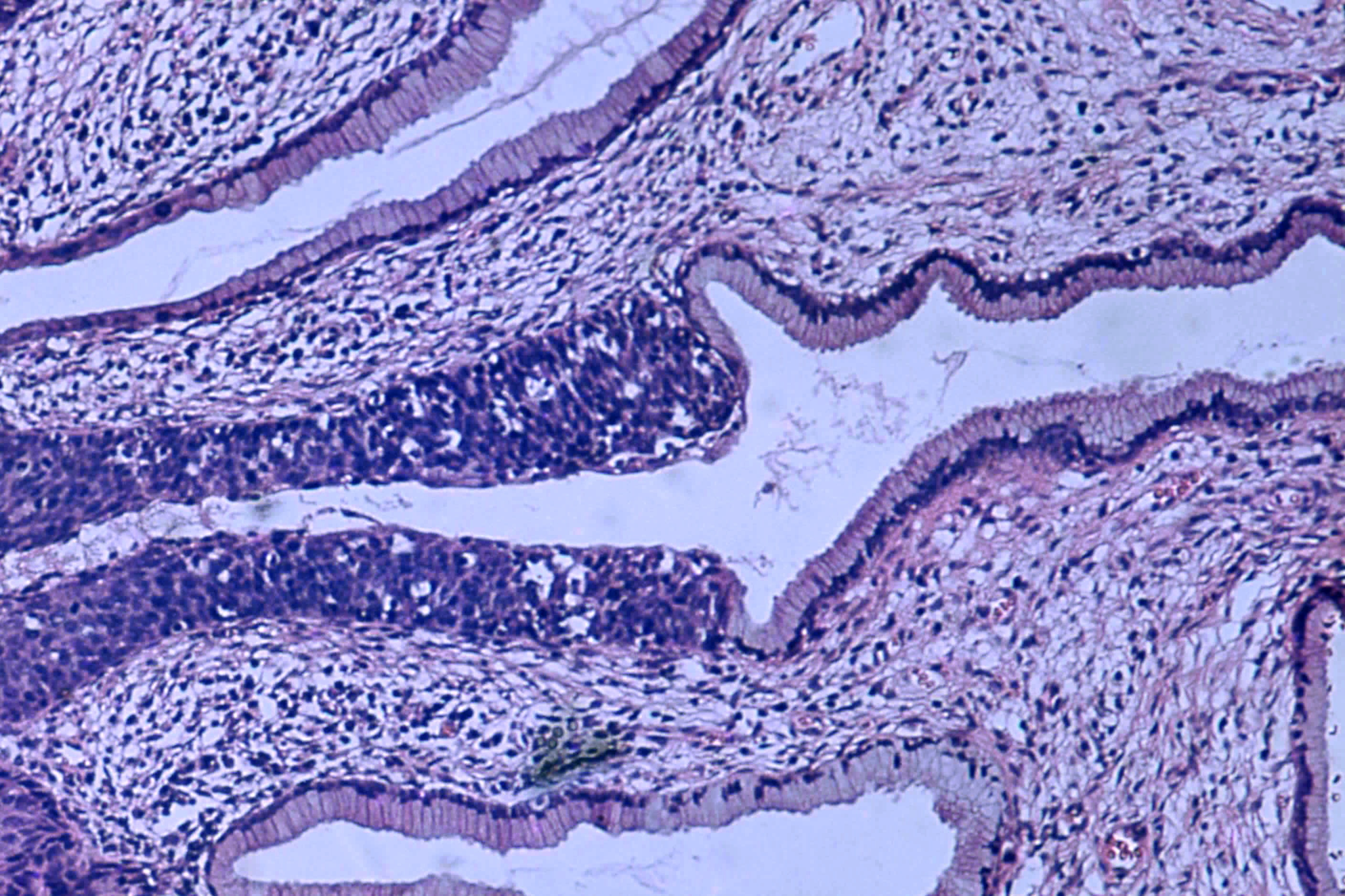
In situ méhnyakrák kórszövettani képe (H&E festés), 0. stádium

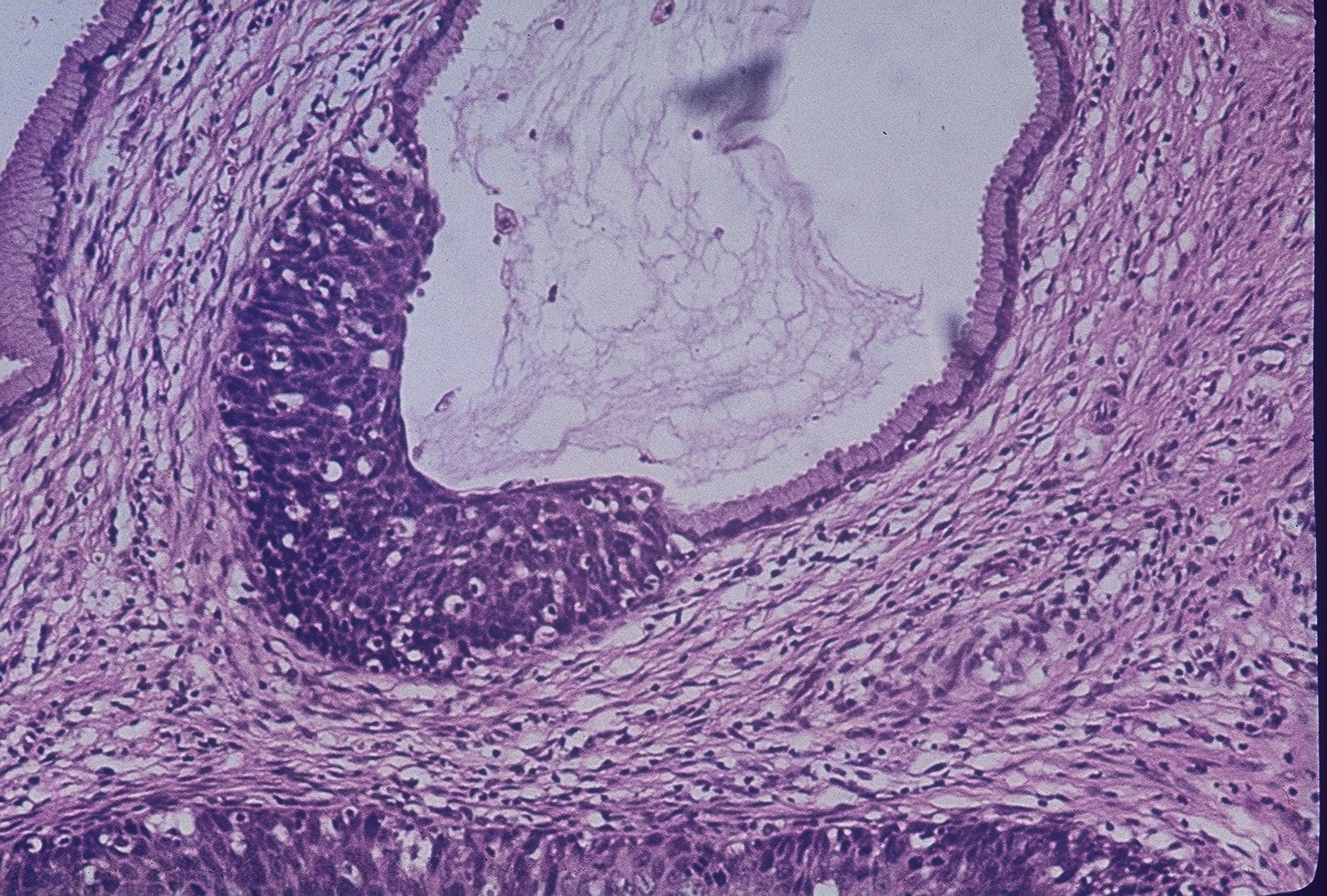
In situ carcinoma fénymikroszkópos képen (H&E)

A méhnyakrák a méh alsó, elkeskenyedő részén, a méhnyakon kialakuló rosszindulatú daganatos betegség, mely során a méhnyak hámjában abnormális sejtek fejlődnek, amelyek késői szakaszban a test más részeibe is továbbterjedhetnek. Kezdetben, évekig általában tünetmentes, a későbbi tünetek a hüvelyi vérzés, medencei fájdalom vagy szexuális aktus közbeni fájdalom. A méhnyakrák több mint 90%-ban humán papillomavírus (HPV) fertőzés hatására fejlődik ki. Ugyanakkor a HPV-fertőzések alapjában igen gyakori, magától megszűnő fertőzések, és csak kis százalékukban fejlődik ki méhnyakrák. A rákot okozó vírus emberről emberre alapvetően nemi úton terjed, azonban nem a testnedvek cseréjével fertőz, hanem bőrkontaktussal, így az óvszer nem jelent teljes védelmet a vírus ellen, csak jelentős mértékben, 60–70 százalékkal csökkenti a fertőzés veszélyét. Az aktív nemi életet folytató nők mintegy 80%-a valamelyik életszakaszában megfertőződik a vírus valamelyik típusával. A fertőzések legnagyobb része tünetek nélkül, magától elmúlik. Néhány emberben viszont a vírusok fennmaradnak, és egy részükben szemölcsöt illetve rákmegelőző állapotot jelentő hámfelmaródást (léziót) okoznak. A kóros sejtek elszaporodása lassan, évek alatt jut a méhnyakrák állapotig. A beteg által is észlelhető tünetek általában csak előrehaladott állapotban jelentkeznek, amikor a teljes gyógyulást eredményező beavatkozásokra már nincs lehetőség. Ebben az esetben – az orvosi kezelés ellenére – a beteg életminőségének lényeges romlásához, élettartamának megrövidüléséhez vezet. A rendszeres szűrővizsgálatok azonban lehetővé teszik a korai – még rákmegelőző – állapotok felismerését és lényegében teljes gyógyítását. Emellett ma már hatékony vírusellenes védőoltások is rendelkezésre állnak. A méhnyakrák megelőzéséhez a tünetmentes nőknek is fontos a rendszeres szakorvosi ellenőrzés és szűrővizsgálaton való részvétel.

## Kivizsgálása

### Diagnosztika
A kórisme megállapításának alapvető módja a nőgyógyászati vizsgálat, amihez a beteg panaszainak meghallgatása, a méhnyak kolposzkópos megfigyelése és a sejttani vizsgálat (a kinyert sejtek kenetének Papanicolaou szerinti festése után) is hozzátartozik. Az orvos szükség szerint ezt kiegészíti virológiai vizsgálattal, a kimetszett szövet kórszövettani vizsgálatával, cisztoszkópiával (húgyhólyagtükrözés), rektoszkópiával (végbéltükrözés), radiológiai vagy modernebb képalkotási eljárásokat – komputertomográfiát (CT) vagy mágneses magrezonancia képalkotást (MRI) – használó vizsgálati módszerekkel.

#### Panaszok és tünetek
Hosszú évek alatt, igen lassan fejlődik ki, panaszokat nagyon sokáig nem okoz. Amikor már panaszok/tünetek jelentkeznek, a kórfolyamat már olyan előrehaladott, hogy tényleges gyógyítása nem lehetséges. Csak a szűrővizsgálatokkal elérhető korai kórisme, (diagnózis) vezethet eredményre.
A méhnyakrák hosszú idő alatt fejlődik ki, ez az időszak akár 10–20 év is lehet. Tünetei csak későn jelentkeznek, a betegséget sokszor csak szűrővizsgálatok során fedezik fel.
Tünetei, kimenetele:
- Rendszertelen kisebb vérzések. A kiürülő vér élénk piros. A vérzést sokszor szexuális aktus provokálja.
- Gyakran jelentkező hüvelyi folyás. A váladék rossz szagú, sárgás színű, vagy enyhén véres.
- Egyes esetekben – daganat okozta elzáródás – erős alhasi fájdalmak, esetleg méhűri fertőzés, amely a keringési rendszeren keresztül általános fertőzést okozhat.
- A folyamat előrehaladásával mind gyakrabban jelentkező deréktáji fájdalmak. Fájdalmas a székelés, a vizelés és a szexuális aktus. Székrekedés, szorulás is jelentkezhet.
- A növekvő daganat a húgyvezeték (uréter) összenyomásával vizeletpangást okozhat a vesemedencében. A húgyhólyagba vagy a végbélbe áttörő tumor sipolyok kialakulásához vezethet.
- Elhanyagolt esetek vérzés vagy általános fertőzés (szepszis) miatt a beteg halálát okozzák.
- A többi rosszindulató daganathoz hasonlóan a méhnyakrákos esetekre is jellemző a fogyás, a látványos testsúlycsökkenés.
- Előrehaladott méhnyakráknál gyakori jelenség a medence bármelyik részében tapasztalható fájdalom, valamint a végtagfájdalom, a lábfájás is. Ez azért alakul ki, mert ahogy a rákos daganat egyre nagyobbra növekszik és terjed, már nyomja az idegeket.

A szűrés fontossága eléggé nem hangsúlyozható, mivel az időben történő diagnózis életmentő. Az előbb ismertetett tünetek jelentkezésekor a tényleges gyógyuláshoz vezető beavatkozás már elkésett.

### Rákmegelőző károsodások és kimutatásuk
A diszplázia vagy in situ carcinoma (CIS). A cevicalis intraepithéliális neoplázia (CIN) elnevezést helyezték előtérbe annak hangsúlyozására, hogy milyen változatos a megjelenése ezeknek az eltéréseknek, valamint, hogy elősegítsék a standardizált kezelést. Enyhe diszpláziát (CIN1), mérsékelt diszpláziát (CIN2) és súlyos diszpláziát
(CIN2) különböztettek meg. Újabban a CIN2 és CIN3 kombinálásával kialakították a CIN2/3 stádiumot. Ezek azok az állapotok, amelyeket a patológusok megállapíthatnak egy biopsziás anyag vizsgálatának eredményeként.
Míg a Papanicolaou módszerével festett kenetek vizsgálat már egy hatékony szűrési teszt, a méhnyakrák vagy a méhnyakrákot megelőző állapot diagnózisának megerősítéséhez anyagkimetszésre (biopszia) van szükség a méhnyakból. Ez leginkább kolposzkópos ellenőrzés mellett történik, ami lehetővé teszi a beavatkozási terület nagyított kolposzkópos képének megfigyelését, emellett a méhnyakat hígított ecetsavval ecsetelik be, aminek hatására jobban kirajzolódik az abnormális sejtekkel borított terület a méhnyakon.
A kolposzkópos megfigyelés része az elváltozás súlyossági foka megítélésének és a diagnózis megállapításának.
A további diagnosztikai és kezelési eljárásokhoz tartozik az elektromosan fűtött huzalkaccsal történő kimetszés és a konizáció, amely során a nyakcsatorna hámját kimetszik, majd kórszövettanilag vizsgálják. Ezekre akkor kerül sor, ha a hámból kinyert sejtek súlyos hámon belüli (intraepitéliális) rosszindulatú elváltozásokat igazolnak.

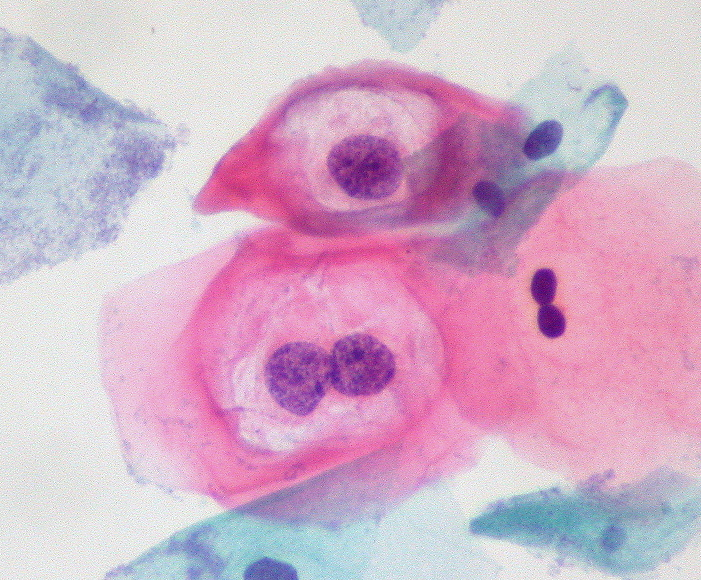
HPV okozta enyhe hámsejtelváltozások (Papanicolaou készítmény)

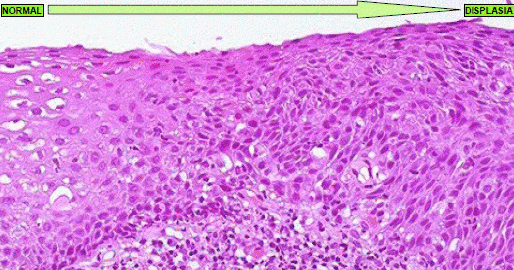
A hám diszpláziája fénymikroszkópos képen (H&E)

A méhnyakrákot megelőző állapotok szövettani besorolása és besorolásának nevezékrendszere sokszor változott a 20. században. Az Egészségügyi Világszervezet besorolása leíró volt, azokat enyhe, közepes és súlyos fokozatokba sorolta.

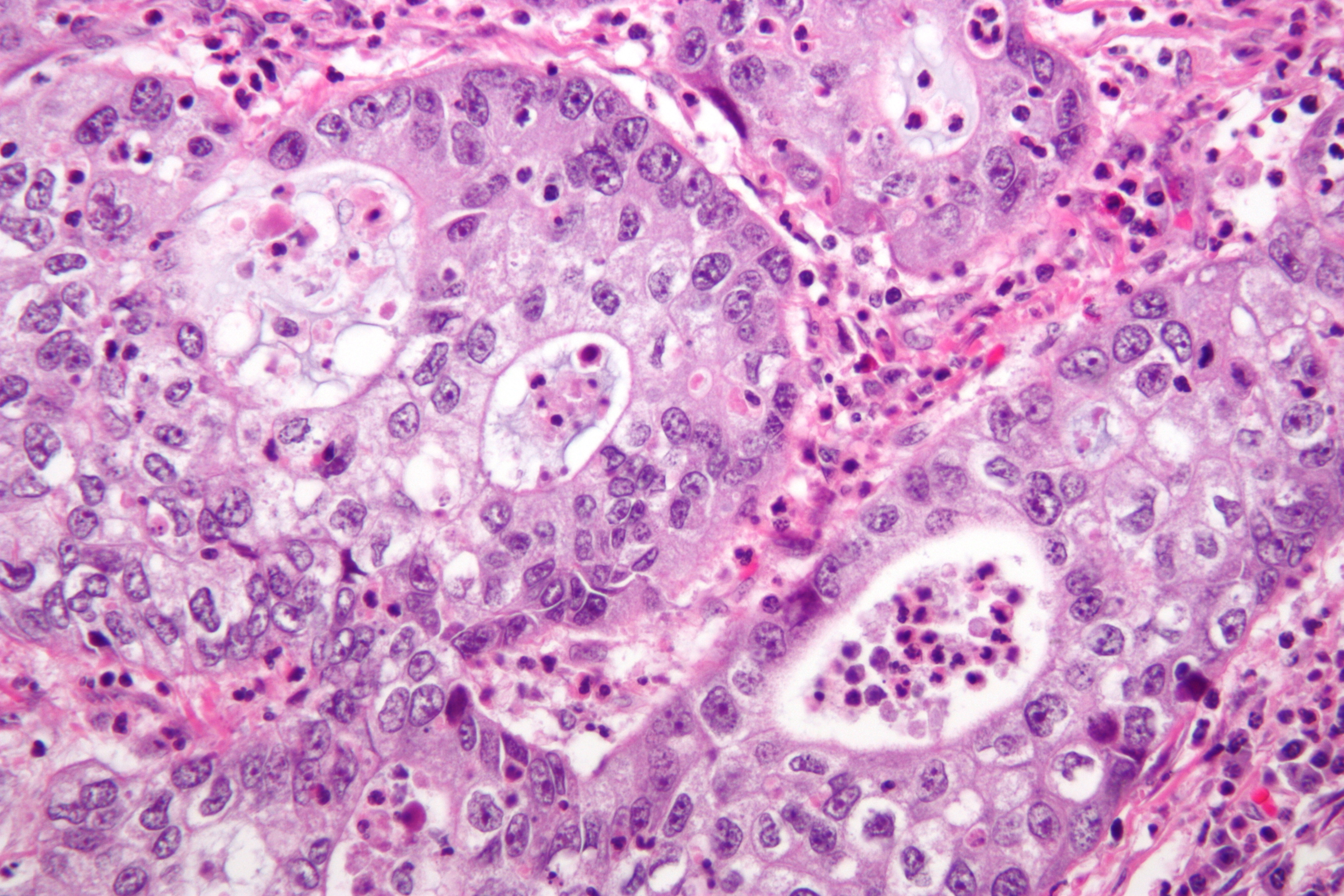
Egy mirigy eredetű típusú (adenocarcinoma) méhnyaki rák mikroszkópos képe (H&E festés)

#### Kórszövettani altípusai
Altípusok:
1. Laphámsejtes rák (≈ 80–85%)
2. Mirigyszövet eredetű rák (≈ 15%)
3. Kevert típus (az előző kettő kombinációja)
4. Kis sejtes rák

Az egyéb rosszindulatú daganatok közül ritkán előfordulhat:
1. Festékes daganat (melanoma)
2. Nyiroksejtes daganat (lymphoma)

## Stádiumai
A méhnyakrák súlyossági fokozat (stádium) szerinti osztályozása a FIGO (Nemzetközi Nőgyógyászati és Szülészeti Szövetség) rendszerében lényegében megfelel a TNM (A rosszindulatú (malignus) daganatok (tumorok) stádiumai) rendszernek, ahol:
- T – A tumor nagyságára és a közeli szövetekbe való behatolására (beszűrődés) vonatkozó jellemzők
- N – A tájéki (regionális) nyirokcsomók érintettsége
- M – Távoli áttétek (metastasis) jelenléte
- 0. stádium – A hám teljes vastagságában érintett, de nincs beszűrődés a szomszédos szövetekben (in situ carcinoma)
- I. stádium – A méhnyakra (cervix) korlátozódik
  - IA. stádium – Csak mikroszkóposan diagnosztizálható; szabad szemmel látható elváltozás nincs
    - IA1. stádium – Környezetbe beszüremlés (invázió) van, de mélységében kisebb, mint 3 mm, és haránt kiterjedése kisebb, mint 3 mm
    - IA2. stádium – A környezetbe beszüremlés kiterjedése 3 és 5 mm között; haránt kiterjedése 7 mm, vagy kisebb

  - IB. stádium. Szabad szemmel látható elváltozás, vagy olyan mikroszkópos elváltozás, amely mélyebb, mint 5 mm, vagy haránt kiterjedéses nagyobb, mint 7 mm
    - IB1. stádium – Szabad szemmel látható elváltozás, amelynek legnagyobb átmérője 4 cm, vagy annál kisebb
    - IB2. stádium – Szabad szemmel látható, 4 cm-nél nagyobb elváltozás
- II. stádium – A méhnyak körüli részbe szüremlik be
  - IIA. stádium – A méhtől kétoldalt, a széles méhszalagban található kötőszövetes térbe (parametriumba) nem szüremkedik be, de már kiterjed a hüvely felső kétharmadára
  - IIB. stádium – Beszüremkedik a parametriumba
- III. stádium – Ráterjed a kismedence falára vagy a hüvely alsó harmadára
  - IIIA. stádium – A hüvely alsó harmadát is beszűri (infiltrálja)
  - IIIB. stádium – Ráterjed a kismedence falára és/vagy vesemedencei pangást (hydronphrosis) okoz, és a vesefunkció kiesik
- IV. stádium – A hüvelyen kívülre terjed
  - IVA. Stádium – Ráterjed a húgyhólyag/végbél nyálkahártyájára és/vagy túlterjed a tényleges kismedencén
  - IV.B. stádium – Távoli daganatáttéteket (metastasis) képez

## Kórokozója a humán papillomavírus (HPV)

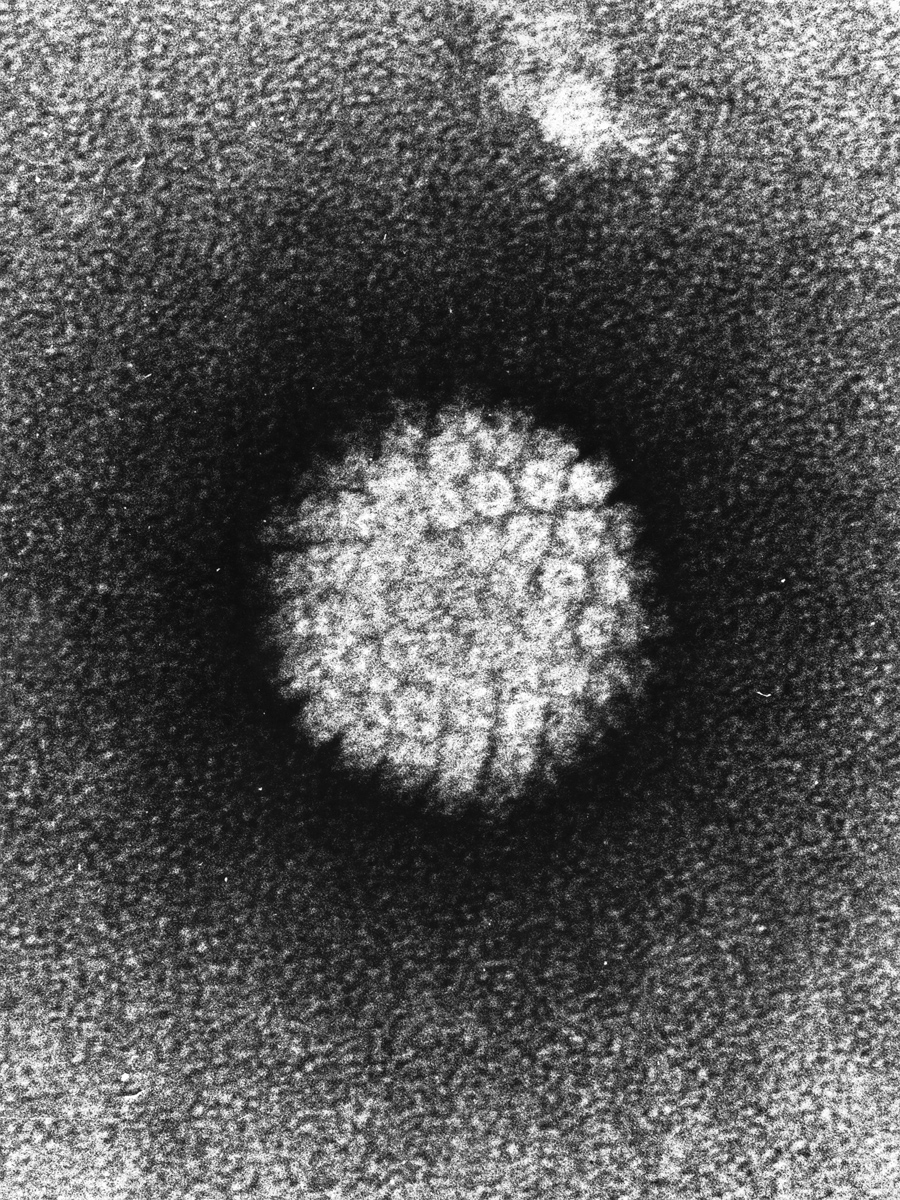
Humán papillomavírus (HPV) elektronmikroszkópos képe („negatív festés”)

A méhnyakrák megbetegedések több mint 90%-a humán papillomavírus (HPV) fertőzés hatására fejlődik ki. Ugyanakkor a HPV-fertőzéseknek csak kis százalékában fejlődik ki méhnyakrák. A vírus több mint 150 (mások szerint több mint 200) variánsának többsége nem rákkeltő. Vannak azonban rákot okozó variánsai is. Ezek közül a HPV 16-os és 18-as változatok együtt a méhnyakrákok több mint 71%-át, a 45-ös és 31-es változatokat is hozzászámítva több mint 81%-át okozzák. A kórfolyamat létrejöttét bizonyos kockázati tényezők megléte előmozdítja. (A vírus a férfiakat is megfertőzi, de betegséget nem okoz. Viszont a fertőzött férfiakról a kórokozó ráterjedhet női szexuális partnerükre/partnereikre.) A fertőzés a partnerek között oda-vissza terjedhet („ping-pong”-fertőzés).
(A vírust elektronmikroszkóposan már 1949-ben megfigyelték, DNS-ét 1963-ban azonosították. Csak 1983-ban mutatta ki Harald zur Hausen német tudós méhnyakrákos szövetben (ezért a munkájáért 2008-ban Orvosi-fiziológiai Nobel-díjat kapott). Ezután fejlesztették ki a vírusfertőzés elleni védelmet szolgáló oltóanyagokat (vakcina). A vírus nem csak méhnyakrákot, de szájüregi rákokat, végbélrákot és bőrelváltozásokat (szemölcsök) is okozhat.

### A humán papillomavírus (HPV) terjedése
A vírus emberről emberre alapvetően nemi úton terjed. Ehhez nem feltétlenül szükséges a tényleges szexuális aktus, hanem az aktus nélküli intim együttlét során, az egyéb módon történő testi érintkezés is elegendő lehet. Ebből következik, hogy az aktív nemi életet folytató nők mintegy 80%-a valamelyik életszakaszában megfertőződik a vírus valamelyik típusával. Emiatt a gumióvszer használata sem jelent teljes védelmet, bár van kockázatcsökkentő hatása. Egy közlés szerint az ondóban lévő prosztaglandin elősegíti a méhdaganatok kifejlődését, ezért a kondom használata bizonyos védelmet nyújthat a nőknek.
A fertőzést követően a folyamat további lefolyása már nagy mértékben a fertőzést okozó vírus típusától és az egyén immunrendszerének állapotától függ. Az immunológiai védekezésnek köszönhető, hogy a vírus – az esetek többségében – bizonyos idő után eltűnik a szervezetből. (Nemi betegségeknél fordul elő, hogy a nemi partner kezelésének elmaradásakor a kezelt beteget visszafertőzheti kezeletlen partnere, ez a ping-pong fertőzés. Az ilyen betegségek fennállása esetén javasolt mind a férfit, mind a nőt kezelni a fenti fertőzési mechanizmus elkerüléséhez.)

## Módosító tényezők

### Kockázati tényezők
Ezek a következők:
- A HPV rákkeltő variánsának tartós jelenléte a szervezetben (legalább 6–12 hónapon keresztül)
- Genetikai tényezők (a jelenlegi álláspont szerint nagyon kis mértékben)
- Dohányzás[29][30]
- Az immunrendszer csökkent működése
- Szájon át szedett fogamzásgátlók folyamatos, tartós – öt évet meghaladó – használata
- Többszöri terhesség
- Korán kezdett aktív szexuális élet[31]
- A testhigiénia elhanyagolása
- Nemi élettel terjedő betegségek[32]
- A férfi szexuális partner(ek) HPV-fertőzöttsége
- A szexuális partnerek gyakori váltogatása

Az Amerikai Rákellenes Társaság a méhnyakrák kockázati tényezőinek az alábbi listáját adja meg: (HPV) fertőzés, dohányzás, HIV-vírus fertőzés, chlamydiafertőzés, stressz és stresszel kapcsolatos rendellenességek, hormonális fogamzásgátlás, ismételt terhesség, hormonkészítmény szedése, dietilsztilbösztrol és méhnyakrákos családi előzmények. A fiatal korban kezdett szexuális élet és első terhesség szintén a kockázati tényezőkhöz tartozik, aminek kockázati hatását fokozza a korán megkezdett szájon át szedhető fogamzásgátlók használata. A korán kezdett szexuális élet és a korai terhesség főleg a fejlődő országokban fokozza a méhnyakrák kockázatát. Lehetséges genetika kockázat kapcsolódik a HLA-B7-hez.
Semmiféle határozott bizonyíték nem támasztja alá azt a feltételezést, hogy a férfi partner körülmetélése csökkentené a méhnyakrák kockázatát, bár néhány kutató szerint epidemiológiailag nyilvánvaló, hogy a körülmetélésen átesett férfiak kevésbé hajlamosak a HPV-fertőzésre. Ugyanakkor az alacsony kockázattal járó szexuális viselkedésű férfiaknál, akik női partnerükkel monogám szexuális életet élnek, a körülmetélés nem okoz eltérést a méhnyakrák kockázatban.
A dohányfüstből származó karcinogén anyagok számos ráktípus, közöttük a méhnyakrák kockázatát is növelik. A dohányzó nők mintegy kétszeres valószínűséggel betegszenek meg méhnyakrákban, a nemdohányzókhoz viszonyítva.
A WEBBeteg.hu figyelmeztetése a következő: 
"Ez a ráktípus gyakrabban fordul elő azokban a nőkben, akik fiatal korban kezdték a nemi életet, akik gyakran váltogatják partnerüket, vagy többször szültek. Azonban sokáig nem okoz panaszt, ezért fontos hangsúlyozni a nőgyógyászati rákszűrés fontosságát a korai felismerésben."

### Védő hatású tényezők

#### Táplálkozás
Gyümölcsök és zöldségek
A magas gyümölcs- és zöldségfogyasztás 54%-kal csökkentette a HPV jelenlét tartósságát.
A-vitamin
Vannak arra utaló – nem túl meggyőző – adatok, hogy a retinol nagyfokú hiánya hajlamosít a méhnyakhám diszpláziájára a HPV-vírus fertőzés hiányában is. Egy kis létszámú (500 fő körüli) csoporton végzett vizsgálatban, amelyet egy szűk etnikai csoporton végeztek (nevezetesen Új-Mexikóban élő amerikai őslakosokon), meghatározták a vérszérumban lévő mikrotápanyagok szintjét abban az összefüggésben, hogy kockázati tényezőkként szerepelhetnek-e a méhnyakhám diszpláziákban. A szérum retinol szint szerinti eloszlás alsó kvartilisában növekedett volt a hámon belüli (cervicalis intraepitéliális) neoplázia (CIN) kockázata, mint a felső kvartilisekbe tartozó nőknél.
Ugyanakkor az egész populációnál kimutatható volt a normálisnál alacsonyabb szérum retinol szint, ami hiányra utalt. A szérum retinol szint vizsgálata egy jól táplált populációnál kiderítette, hogy az alsó 20% retinol szintje állt közel az újmexikói csoportnál mért legmagasabb szérum retinol szintjéhez.
C-vitamin
A típus-specifikus, tartós HPV-fertőzés alacsonyabb volt azoknál a nőknél akik a C-vitamin fogyasztás mennyiségét tekintve az eloszlás felső kvartilisába tartoztak, azokhoz képest, akik ennek az eloszlásnak az alsó kvartilisába tartoztak.
E-vitamin
A HPV jelenlétének megszűnéséhez szükséges időtartam szignifikánsan rövidebb volt a legmagasabb szérum tokoferol szintet mutató nőknél, azokkal összehasonlítva, akiknél a legalacsonyabb volt ez az érték. Az ezzel kapcsolatos szignifikáns trendek azonban csak a 120 napnál rövidebb tartós fertőzöttségek (≤120 nap) esetében jelentkeztek. A 120 napnál hosszabb (>120 nap) fertőzöttségek esetében a vírusmentessé válás nem mutatott szignifikáns összefüggést a vérben keringő tokoferol szintjével. Ezeknek a vizsgálatoknak az eredményei alátámasztották azt, hogy összefüggés van a mikrotápanyagok és a véletlen fertőzéssel a méhnyakba bekerült rákkeltő HPV-vírusok kiürülése/eliminálása között.
Statisztikailag alacsonyabb alfa-tokoferol szintet figyeltek meg a HPV pozitív méhnyaki intraepitéliális neopláziát mutató nők esetében. A diszplázia kockázata négyszer nagyobb volt, ha a tokoferol szintje 7,95 mumol/l-nél alacsonyabb volt.
Folsav
Napi 5 mg folsav az ötödrészére csökkenti a méhnyakhám diszpláziájának előfordulását.
Karotinoidok
Egy onkogén HPV vírus fertőzés felderítésének valószínűsége szignifikánsan magasabb megnövekedett glikopén szint esetén.
A HPV tartós jelenlétének kockázata 56%-kal volt alacsonyabb azoknál a nőknél, akiknél a plazma likopén szintje a legmagasabb volt, szemben a legalacsonyabb likopén plazmakoncentrációval bíró csoporttal. Ezek az adatok arra utalnak, hogy a zöldségfogyasztás és a keringő likopén védő hatású lehet a HPV tartós jelenlétével szemben.

#### Életkor
Világviszonylatban a 15–45 év közötti nők körében a méhnyakrák a második helyen áll, előfordulási gyakoriságát tekintve (azaz nem az idős korban halmozódik az előfordulás!).

#### Genetika
A genetikai tényezők szerepét a méhnyakrák kialakulása szempontjából elhanyagolhatónak tartják. Arra viszont vannak adatok, hogy a HLA-B7 és a HLA-DQ8 fehérjék szintézisét kódoló gének bizonyos populációkban növelték a méhnyakrák kockázatát.
Biztató kutatások folynak az indol-3-karbinol nevű, a brokkoliban nagy mennyiségben megtalálható vegyülettel a HPV megelőzésében, kezelésében való felhasználására. A jelenlegi feltételezések szerint az indol-3karbinol az antigének inhibíciójával segíti a HPV módosult sejtek normális fenotípusú sejtekre való átalakulását és támogatja a daganatos és humán papillomavírussal fertőzött sejtek beprogramozott elhalását.

## Terápia

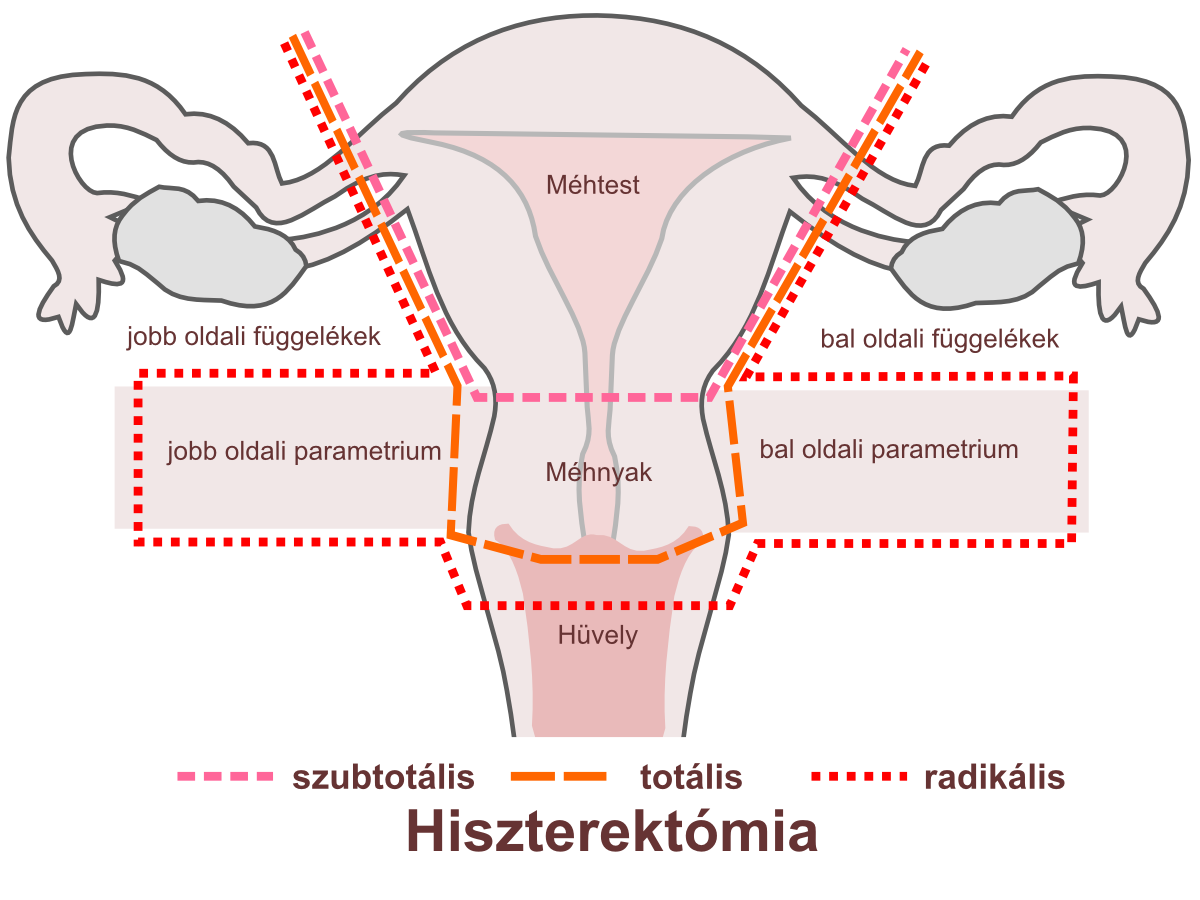
A méheltávolítás (hiszterektómia) vázlatos képe

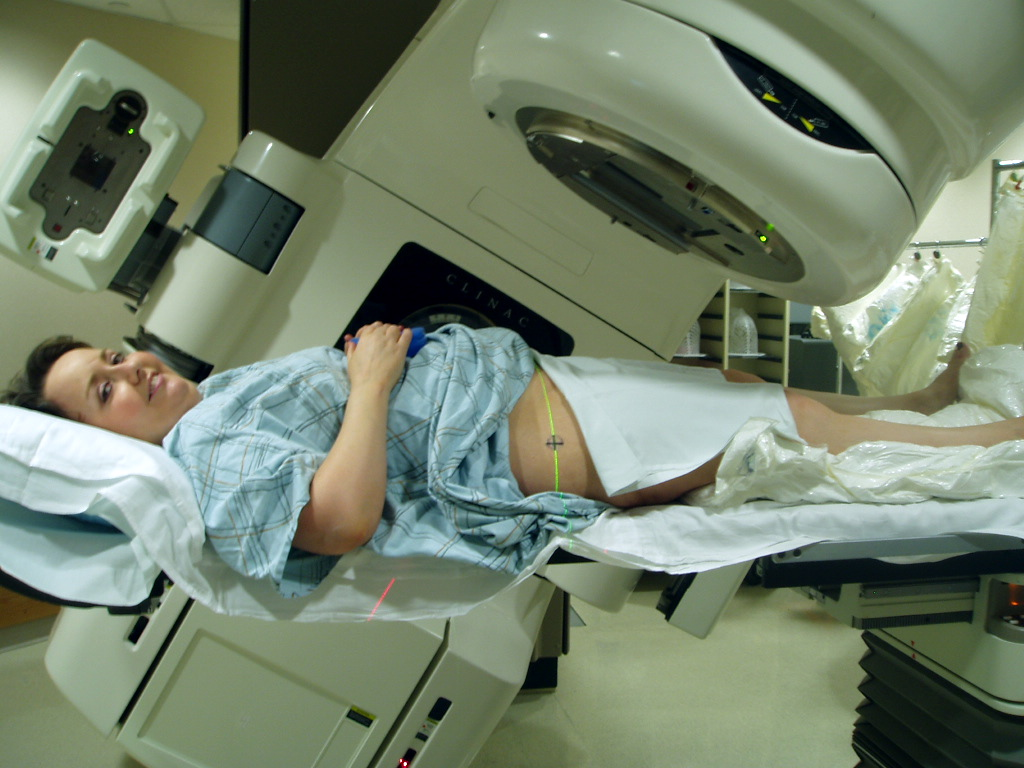
A kismedence sugárkezelése. Lézerek és képlékeny anyagok szolgálnak a testrész helyzetének pontos beállítására.

A gyógyulás esélyeit alapjában az határozza meg, hogy a betegség felfedezése melyik fokozatban (stádiumban) történik. Ha az elváltozás még a hámon belül van, a teljes gyógyulás egyszerű műtéti beavatkozással, az érintett szövetrész kúp alakú kimetszésével (konizációval) elérhető. Ha már tovább terjedt, csak bonyolultabb műtéti eljárásokkal, sugárkezeléssel és sejtoszlást gátló szerekkel kombinálva hozhatnak esetleges eredményt. Bizonyos súlyossági fokozatokon túl a gyógyulás már reménytelen, a beteg élettartamát a nagyon súlyos és kiterjedt (heroikus) műtéti beavatkozások, az intenzív sugárkezelés és a sejtoszlást gátló gyógyszerek kiterjedt alkalmazása is csak meghosszabbítani tudja. Ugyanakkor ezek kellemetlen mellékhatásokat is okoznak, fontos a fájdalomcsillapítás. A kezelés módját a kezelőorvos más szakorvosokkal konzultálva határozza meg.

### A méhnyakrák gyógyításában alkalmazott fő eljárások súlyossági fokozatok(stádiumok)szerint
- 1-A1 stádium fiatal nőknél – konizáció éles határral. Többgyermekes nők – műtéti úton történő méheltávolítás (hiszterektómia).[1]
- 1-A2 stádium. A nyirokcsomók eltávolítása a hasüreg megnyitásával (laparoszkópia) + a méhnyak sebészeti eltávolítása (trechelektómia) + sugárterápia.
- 1B & 2A stádium. 1. Wertheim-féle méheltávolítás[52] a hasfal műtéti felmetszésével, laparotomiával a hasüreg felől, . 2. Schauta szerinti,[53] hüvelyen keresztüli (vaginális) méheltávolítás + hasüreg tükrözéses (laparoszkópiás) nyirokcsomó-eltávolítás.[54]
- 2B, 3, 4 stádium. Kemoterápia (sejtoszlást gátló gyógyszerek adagolása).

## Kórjóslat (prognózis)
Erre vonatkozóan az előző részek már tartalmaznak néhány alapvető szempontot. A korai stádiumban felismert elváltozás lényegében teljes mértékben gyógyítható. A későbbi stádiumokat elért konkrét, egyedi eseteknél a gyógymódot a szakorvosok az alapbetegség előrehaladottsága mellett, egyéb szempontok figyelembevételével – életkor, általános fizikális állapot, más betegségek fennállása, a beteg személyisége, családi körülményei stb. – tudják meghatározni.

## Megelőzés

### HPV védőoltás
A megfelelő vakcinákkal történő védőoltások (mesterséges aktív immunitás) jelentik a leghatásosabb megelőzést. A védőoltás beadásának optimális időpontja az aktív szexuális élet megkezdése előtti időszakra esik.

### Kockázati tényezők elkerülése
A megelőzés egyéb formáit – értelemszerűen – a fentebb felsorolt kockázati tényezők lehetőség szerinti elkerülése jelenti.

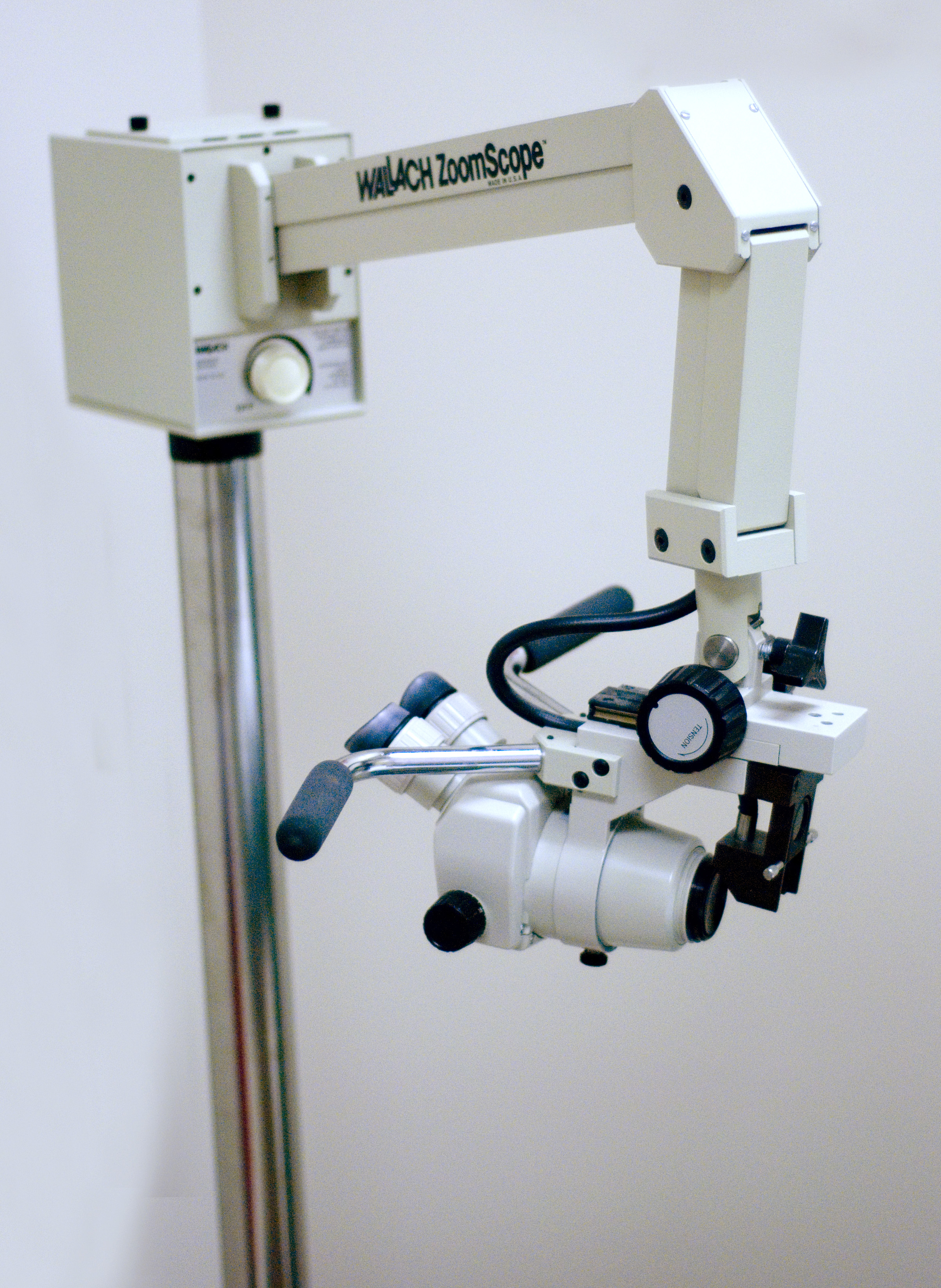
Kolposzkóp

### Szűrővizsgálatok
Mivel a korai hatásos védőoltásokból a veszélyeztetett női népesség nagy része nem részesülhetett (bár előbbiek azt mutatják, hogy később is vannak lehetőségek), a kórkép pedig a beteg által észlelhetetlenül, tünet- és panaszmentesen alakul ki, a nőgyógyászati szűrővizsgálatoknak igen nagy a jelentősége. A szűrővizsgálatokkal emellett más, műtétileg jól korrigálható nőgyógyászati elváltozások is felismerhetők.

#### Méhnyakrák szűréskor végzett vizsgálatok

##### Kolposzkópia
A nőgyógyász a feltárt hüvelyen keresztül egy fényforrással és mikroszkópos nagyítóval ellátott optikai készülékkel (kolposzkóp) megtekinti a méhszájat az esetleges elváltozások észlelésére.

##### Citológiai vizsgálat (sejttani, sejtkenet vizsgálat, Pap-teszt, Papanicolaou-teszt)
A kolposzkópia után a nőgyógyász a méhszájból kenetet készít, amelyet Papanicolaou-szerint megfestve laboratóriumban sejttani (citológiai) vizsgálat alá vetnek. Az eljárás a szokásos rutin nőgyógyászati vizsgálatok kellemetlenségein kívül fájdalmat nem okoz. Esetleges rendellenesség fennállása esetén a nőgyógyász további vizsgálatokat, illetve kezeléseket javasol.

##### HPV-vizsgálat
Erre akkor kerül sor, ha ezt két egymást követő citológiai (sejttani) lelet indokolttá teszi, vagy a páciens maga kéri. Magyarországon 2003 óta van államilag szervezett, a 25–65 éves korosztályra kiterjedő ingyenes, három évenkénti szűrés, emellett minden nőgyógyászati vizsgálat egyben szűrés is (ami térítés ellenében ezen kívül is kérhető). Az átlagos részvételi arány ennek ellenére csak 37%-os. A magánrendelésen végzett vizsgálatok térítéskötelesek. A média manapság rengeteg információval szolgál a méhnyakrákról, mindez azonban nem helyettesíti a páciensét jól ismerő orvos személyre szóló tanácsait.

## Epidemiológia

A méhnyakrák életkorra standardizált halálozása lakosra, 2004-ben
nincs adat
kevesebb mint 2,4
2,4–4,8
4,8–7,2
7,2–9,6
9,6–12
12–14,4
14,4–16,8
16,8–19,2
19,2–21,6
21,6–24
24–26,4
több mint 26,4

### Világszerte
A méhnyakrák a 12. leggyakoribb ráktípus, és a női halálozási arányt tekintve az ötödik a rák okozta elhalálozások között. Évente 100 000 nőből 16 betegszik meg, ebből 9 eset halálos kimenetelű. A méhnyakrákos megbetegedések megközelítőleg 80%-a a fejlődő országokban fordul elő. Becslések szerint a világon mintegy 500 000 új eset van évente. 2008-ban 473 000 méhnyakrákos eset volt, a méhnyakrákban elhaltak évi száma pedig 253 500 főt tett ki.

### Magyarországon
A méhnyakrák okozta évenkénti halálozások száma Magyarországon mintegy 500 főre tehető, és 1000–1500 új eset van évente (a közölt adatok elég eltérőek).
A nőgyógyászati méhnyakrákszűréseken való 37%-os részvételi arány a legmagasabb szűrési kultúrájú országokhoz képest viszonylag alacsony. Ebben – egy tanulmány szerint – szerepet játszik a magyar nők nőgyógyászati vizsgálatokkal szembeni – nem teljesen indokolatlan – averziója is. (Az intim szférát érintő és elég kellemetlen vizsgálatról van szó, amihez az optimális feltételek nem mindenütt adottak.)
Társadalmi és kulturális tényezők
A nők ismeretei sajnos még a fejlett országokban is szerénynek mondhatóak a méhnyakrákot illetően. Egy amerikai felmérés szerint a nőknek csak 40%-a hallott a HPV vírusfertőzésről, és csak 20% tudott annak a méhnyakrákkal való kapcsolatáról. Az előbbi hazai adatok sem utalnak jobb helyzetre, bár az idézett magyar források azt mutatják, hogy igen intenzív felvilágosító munka folyik.